# Début de Soirée
I Début de Soirée sono stati un duo musicale francese attivo tra il 1988 e il 2004, principalmente noto per il brano Nuit de Folie.

## Storia del gruppo
Il duo si è formato nel 1984, e consisteva di Sacha Goëller, programmatore di una stazione radio di Marsiglia, e William Picard, DJ di un club di Aix-en-Provence.
Dopo il loro esordio discografico, il maxi singolo Master DJ, praticamente ignorato dal pubblico, nel 1988 hanno trovato il grande successo commerciale con il brano Nuit de Folie, che ha stazionato al primo posto dell'hit parade per 9 settimane e ha venduto oltre un milione di copie. Il successo è continuato negli anni seguenti, con La Vie la nuit, Jardins d'enfants e Chance, arrivati rispettivamente al secondo, quinto e trentesimo posto dell'hit parade.
Nel 1996 l'insuccesso dell'album Faut Pas Exagérer ha sancito il calo d'interesse da parte del pubblico verso il duo, che dopo aver provato a rilanciarsi alla fine del decennio con una versione remix  della loro hit Nuit de Folie si è sciolto ufficialmente nel 2004. Negli anni successivi ci sono state delle sporadiche reunion per dei concerti live, fino alla rottura definitiva nel 2011, con Goëller che ha accusato Picard di avere a sua insaputa registrato a suo nome il marchio del gruppo, estromettendolo di fatto dalle royalties dei loro brani.

## Discografia

### Studio Album
- Jardins d'Enfants (1989)
- Passagers de la nuit (1991)
- Tous les paradis (1991)
- Faut pas exagérer (1996)

### Raccolte
- Best of Début de Soirée (1996)
- The very Best of Début de Soirée (1996)
- Collection légende (1999)
- Nuit de folie (2008)
- Best of de folie (2009)
- Référence 80: Début de Soirée (2011)